# 麦基斯波特
麥基斯波特是位於美國賓夕法尼亞州的一個城市。根據2010年美國人口普查，該市有人口19,731人。
麥基斯波特是匹茲堡都會區的一部分，並以其鋼鐵業聞名。自19世紀中期開始，它成為了一個重要的工業中心。然而，隨著鋼鐵業的衰落，該市在20世紀下半葉經歷了經濟困難。現在，麥基斯波特正致力於進行城市再生，並且正在努力吸引新的投資和商業機會。
另外，麥基斯波特擁有許多歷史悠久的建築和地標，包括兩個國家史跡區：麥基斯波特歷史區和河濱歷史區。該市還擁有一個豐富多彩的文化遺產，其中包括許多來自不同種族和文化背景的居民。

## 历史
苏格兰移民大卫·麦基 (David McKee) 于1755年成为莫农加希拉河 ( Monongahela ) 和尤吉奥格尼河 (Yugiogheny River) 交汇处的第一位永久的白人定居者，这里就是现在的麦基斯波特 。大约在法印战争期间，乔治·华盛顿经常来到麦基斯波特定居。拜访他的朋友——塞内卡部落统治者阿利基帕王后。1769年4月3日，殖民地政府授予大卫·麦基对这些河流的专有权，称为“麦基港”(McKee's Port)。
大卫的儿子约翰·麦基（John McKee）是费城的居民，他在这个地方建造了一座小木屋。接管父亲当地的河渡业务后，他于1795年制定了一项名为麦基港的城市计划。他的建议是，作为新居民可以购买土地计划的一部分土地价格为20美元。采用抽签的方式分配土地，以避免新土地所有者对“劣质”位置的投诉。
麦基斯波特当时是凡尔赛镇区的一部分，于1830年开始发展，当时该地区大量烟煤矿床开始开采，第一所校舍建于1832年。麦基斯波特于1842年作为一个行政区成立，该市的第一家钢铁厂于1851年成立。此后，钢铁行业主导了这座城市，国家管材厂于1872年开业后对城市的经济带动作用明显，根据美国人口普查局的数据，在接下来的几年里，麦基斯波特成为全美发展最快的市镇之一。来自美国东部其他地区、意大利、德国、俄罗斯、波兰、捷克斯洛伐克和匈牙利的家庭移民到这里，其中大多数在国家管材厂工作。这也是该市昵称Tube city的来源。

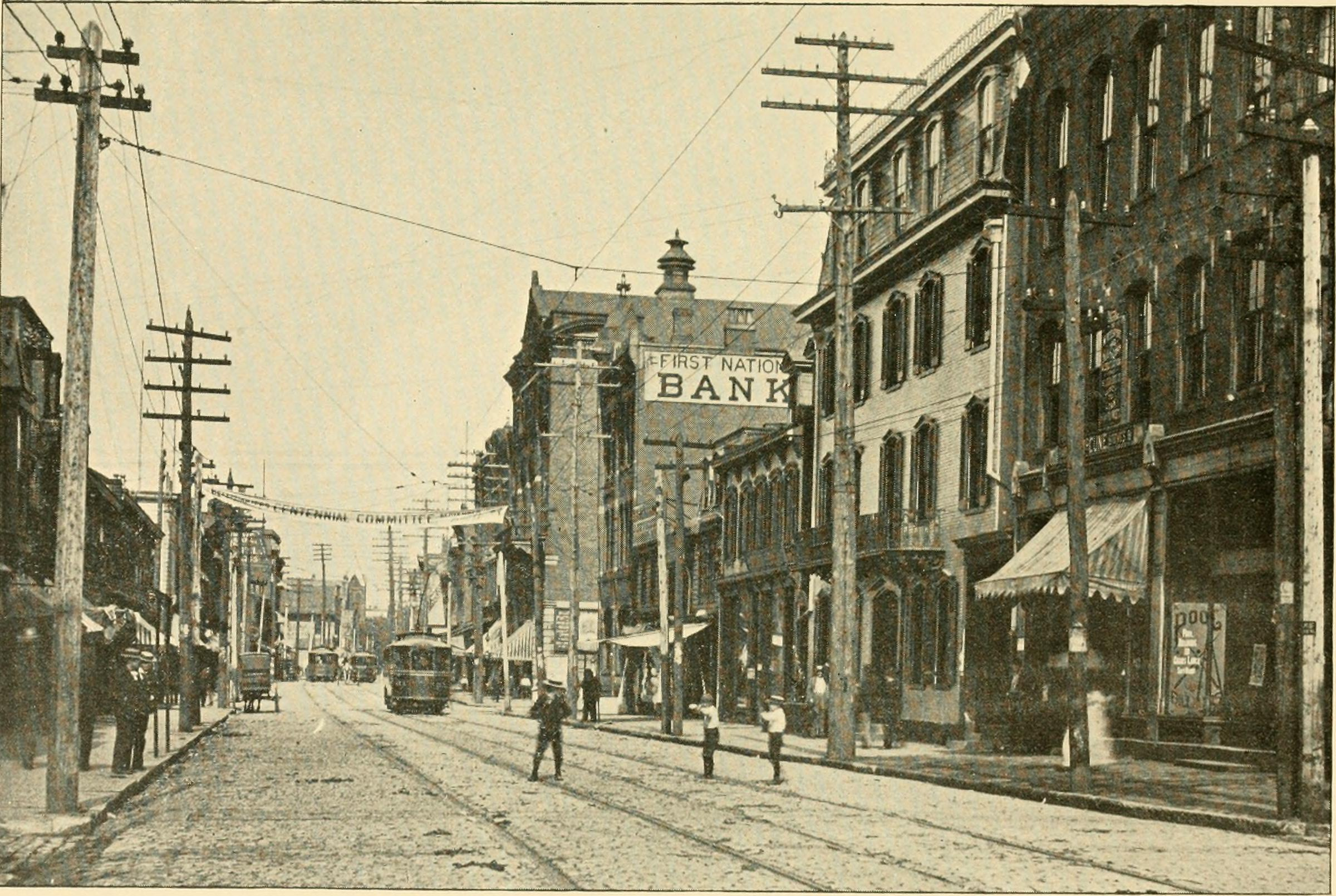
1894的麦基斯波特市中心

麦基斯波特在1900年代成为全国重要的钢铁制造中心。1901年，国家管材公司与其他九家美国主要钢铁公司合并成立美国钢铁公司。该市人口持续稳定增长，于1940年达到峰值55,355人。此后的人口下降是由于炼钢工业转移到其他地方时该地区整体经济不景气和转型失败所致。
1947年4月22日，未来的总统（以及当代美国众议员）理查德·M·尼克松和约翰·F·肯尼迪在麦基斯波特举行了五场辩论中的第一场辩论，其就在两人在一些著名的电视总统辩论中对峙的十三年前，他们进行了辩论与《塔夫脱-哈特利法案》相关的劳工问题。
1976年5月21日，麦基斯波特市中心经历了该市历史上最大的火灾，被称为“费莫斯火灾”或“著名火灾”，起火点是市场街和第五街上的费莫斯百货商店（也可译作“著名百货商店”）。火灾摧毁了市中心的7座建筑，另外12座建筑严重受损，并引发至少10所房屋起火，强风将炽热的余烬吹到半英里多的范围内。来自40多家邻近消防局的约1,000名消防员赶赴救援，并部署了一支宾夕法尼亚州陆军国民警卫队特遣队。《麦基斯波特每日新闻》第二天报道说，“城市地标曾经矗立的地方”只剩下“建筑躯壳和成堆的瓦砾”。这场火灾和钢铁行业的衰退叠加，导致1980年该市录得历史上最严重人口下滑，相较于1970年，市辖区人口减少了18.3%。
国家管材厂以及蒙谷的其他美国钢铁厂于20世纪80年代关闭。该市在地区发展机构的帮助下，努力振兴以前的工厂旧址。

## 文化
麦基斯波特的人口由不同种族和国籍组成。为了庆祝这些传统，麦基斯波特每年都会举办民族美食节和社区庆祝活动，称为“国际村”。这个为期三天的节日始于1960年，是匹兹堡地区最大、最古老的民族节日之一，提供来自非洲、中国、克罗地亚、英国、法国、德国、希腊、夏威夷、匈牙利、爱尔兰、意大利、黎巴嫩、地中海、墨西哥、波兰、塞尔维亚、斯洛伐克、斯洛文尼亚、瑞典和越南。

## 地理
麦基斯波特总面积为5.4平方英里（14平方公里），其中5.0平方英里（13平方公里）为陆地，0.4平方英里（1.0平方公里）或7.06%为水域。麦基斯波特位于匹兹堡上游和南部约 12 英里（19 公里）处，位于莫农加希拉河和尤吉奥根尼河的交汇处。该市位于阿勒格尼高原上，属于西阿勒格尼高原生态区内。市中心区位于西北部，南部和东部地区主要为住宅区。工业设施主要分布在河流沿岸。
麦基斯波特有五个陆地边界，包括东北偏北的北凡尔赛镇、东部的白橡树自治市和南部的凡尔赛自治市。莫农加希拉河和尤吉奥根尼河交汇处以西的城市部分，南部与维埃港自治市接壤，西南与格拉斯波特自治市接壤。杜肯市位于莫农加希拉河以北，由McKeesport-Duquesne 大桥相连，德拉沃斯堡和西米夫林也由WD曼斯菲尔德纪念大桥相连。维埃港、自由自治市和伊丽莎白镇西隔尤吉奥根尼河相望，由15街大桥相连。

### 气候
该地区的气候特点是夏季炎热潮湿，冬季通常温和至凉爽。根据柯本气候分类系统，麦基斯波特属于湿润大陆性气候，在气候地图上缩写为“Dfa”。
| McKeesport, Pennsylvania | McKeesport, Pennsylvania | McKeesport, Pennsylvania | McKeesport, Pennsylvania | McKeesport, Pennsylvania | McKeesport, Pennsylvania | McKeesport, Pennsylvania | McKeesport, Pennsylvania | McKeesport, Pennsylvania | McKeesport, Pennsylvania | McKeesport, Pennsylvania | McKeesport, Pennsylvania | McKeesport, Pennsylvania | McKeesport, Pennsylvania |
| 月份                     | 1月                      | 2月                      | 3月                      | 4月                      | 5月                      | 6月                      | 7月                      | 8月                      | 9月                      | 10月                     | 11月                     | 12月                     | 全年                     |
| ------------------------ | ------------------------ | ------------------------ | ------------------------ | ------------------------ | ------------------------ | ------------------------ | ------------------------ | ------------------------ | ------------------------ | ------------------------ | ------------------------ | ------------------------ | ------------------------ |
| 平均高温 °F（°C）        | 39 (4)                   | 40 (4)                   | 51 (11)                  | 63 (17)                  | 71 (22)                  | 80 (27)                  | 84 (29)                  | 83 (28)                  | 76 (24)                  | 64 (18)                  | 53 (12)                  | 42 (6)                   | 62 (17)                  |
| 日均气温 °F（°C）        | 30 (−1)                  | 31 (−1)                  | 40 (4)                   | 51 (11)                  | 59 (15)                  | 68 (20)                  | 73 (23)                  | 72 (22)                  | 65 (18)                  | 53 (12)                  | 43 (6)                   | 34 (1)                   | 52 (11)                  |
| 平均低温 °F（°C）        | 22 (−6)                  | 22 (−6)                  | 29 (−2)                  | 39 (4)                   | 47 (8)                   | 57 (14)                  | 61 (16)                  | 60 (16)                  | 53 (12)                  | 41 (5)                   | 33 (1)                   | 25 (−4)                  | 41 (5)                   |
| 平均降水量 （mm）        | 2.7 (69)                 | 2.3 (58)                 | 3.2 (81)                 | 3.2 (81)                 | 3.7 (94)                 | 3.8 (97)                 | 3.6 (91)                 | 3.3 (84)                 | 3 (76)                   | 2.3 (58)                 | 2.5 (64)                 | 2.6 (66)                 | 36.1 (920)               |
| 来源：Weatherbase        |                          |                          |                          |                          |                          |                          |                          |                          |                          |                          |                          |                          |                          |

## 人口
| 调查年   | 人口   | 备注 | %±     |
| -------- | ------ | ---- | ------ |
| 1850     | 1,392  |      | —      |
| 1860     | 2,166  |      | 55.6%  |
| 1870     | 2,523  |      | 16.5%  |
| 1880     | 8,212  |      | 225.5% |
| 1890     | 20,741 |      | 152.6% |
| 1900     | 34,227 |      | 65.0%  |
| 1910     | 42,694 |      | 24.7%  |
| 1920     | 46,781 |      | 9.6%   |
| 1930     | 54,632 |      | 16.8%  |
| 1940     | 55,355 |      | 1.3%   |
| 1950     | 51,502 |      | −7.0%  |
| 1960     | 45,489 |      | −11.7% |
| 1970     | 37,977 |      | −16.5% |
| 1980     | 31,012 |      | −18.3% |
| 1990     | 26,016 |      | −16.1% |
| 2000     | 24,040 |      | −7.6%  |
| 2010     | 19,731 |      | −17.9% |
| 2020     | 17,727 |      | −10.2% |
| Sources: |        |      |        |

由于严重的衰退，该市人口已降至二战时最高水平的三分之一多一点，2020年人口普查记录的居民人数不足2万人，而1940年为5.5万人。
截至2000年人口普查，全市有人口24040人，户数9655户，家庭数5976户。人口密度为每平方英里4,806.9人（1,856.0/km 2）。共有11,124套住房，平均密度为每平方英里2,224.3套（858.8套/平方公里）。该市的种族构成为：72.40%白人、24.46%非裔美国人、0.27%美洲原住民、0.12%亚裔美国人、0.01%太平洋岛民、0.59%来自其他种族、2.14%来自两个或多个种族。任何种族的西班牙裔或拉丁裔占人口的 1.50%。
市内共有9655户，其中28.6%有18岁以下儿童，34.7%为已婚夫妇同居，21.9%为女户主且无丈夫，38.1%为非家庭。33.9%的家庭由个人组成，15.7%的家庭有65岁或以上的独居者。平均家庭人数为2.35人，平均家庭人数为3.01人。
该市人口分布较为分散，18岁以下人口占25.4%，18岁至24岁人口占7.5%，25岁至44岁人口占24.8%，45岁至64岁人口占21.3%，65岁及以上人口占20.9%。平均年龄为 40 岁。每100名女性对应有84.8名男性；每100名 18 岁及以上女性对应有76.8名男性。
该市户收入中位数为23,715美元，家庭收入中位数为31,577美元。男性的平均收入为27,412美元，而女性的平均收入为21,977美元。该市的人均收入为13,242美元。约18.1%的家庭和23.0%的人口处于贫困线以下，其中18岁以下的人口占35.9%，65岁或以上的人口占12.1%。